# Trampling
Trampling (česky šlapání) je praktikou BDSM, při které dominantní partner šlape či dupe po těle submisivního partnera. Tato praktika může být ještě víc erotizována bosýma nohama, punčochami a podobně (prvky footfetishe), bolest může být zvýšena užitím vysokých podpatků a podobně. Trampling kromě skutečné (fyzické) bolesti (která konečně může být mizivá) přináší také (a vlastně zejména) psychické ponížení.